# ميوون
الميوون أو الميون  (بالإنجليزية: Muon)‏ (من الحرف اليوناني مو (μ) المستعمل لتمثيله) هو جسيم أولي مشابه للإلكترون بشحنة كهربائية سالبة ودوران مغزلي 1⁄2. ينضم الميوون بالإضافة إلى الإلكترون والتاوون والنيوترينوات الثلاثة في عائلة اللبتون (عائلة الجسيمات الخفيفة). وهو جسيم دون ذري وغير مستقر، يتميز بثاني أكبر متوسط عمر (2.2 ميكروثانية) بعد النيوترون (~15 دقيقة). مثل جميع الجسيمات الأولية يوجد جسيم مضاد للميوون يحمل شحنة موجبة لكن كتلتيهما واللف المغزلي لهما متماثلين ويسمى الميوون المضاد (أو الميوون الموجب). يرمز للميوون بالرمز 
μ−
 والميوون المضاد بالرمز 
μ+
. كان الاسم الشائع في الماضي للميوون هو ميزون ميو (بالإنجليزية: mu mesons)‏ رغم عدم تصنيفه كـ ميزون من قبل فزيائيي الجسيمات المعاصرين.
تبلغ كتلة الميوون 105.7 MeV/c2 وهي تقارب 207 مرة كتلة الإلكترون مع العلم بأن البروتون أثقل من الإلكترون 1840 مرة.

## اكتشافه
اكتشف كارل ديفيد أندرسون وسث نيدرماير الميون في عام 1936 أثناء دراستهم وقياسهم للأشعة الكونية، كما اكتشفه أيضا الفيزيائي كيري ستريت و«إي سي ستيفنسون» في عام 1937 من دون علمهما باكتشاف عام 1936 له (ولكن قامت المجموعتان بنشر أبحاثهما في مجلة «فيزيكال رفيو» في عام 1937). ونظرا لتكون كتلته من طاقة قدرها 106 مليون إلكترون فولت فإنه لا ينتج من الانحلال النووي ولا من انفجار قنبلة نووية. ولكنه ينشأ من الأشعة الكونية التي تأتي إلى الأرض عبر الكون، وهي أشعة شديدة قادرة على إنتاج الميوونات عند اصطدامها مع أنوية الغلاف الجوي للأرض كالأكسجين والنيتروجين. وعمليا يمكن إنتاجه في معجلات الجسيمات، فبعضها ينتج تلك الطاقة المرتفعة التي تكفي لأن يتولد منها ميوونات.
طبقا للنموذج القياسي يعتبر الإلكترون والميوون أقاربا. فالإلكترون ينتمي إلى العائلة الأولى من اللبتونات، والميوون (بما له من كتلة تعادل تقريبا 200 كتلة إلكترون) ينتمي إلى العائلة الثانية من اللبتونات. كما تبين مع استمرار البحث العلمي أنه توجد عائلة ثالثة من اللبتونات اكتشفت في عام 1975 وهي ممثلة في ليبتون تاو τ-Lepton.
عند اكتشاف الميوون في البداية سمي «ميو ميزون» حيث كلمة ميزون Meson بالإغريقية «المتوسط»، أي بمعنى جسيم ذو كتلة متوسطة بين الإلكترون والبروتون. ولكن خلال الستينيات من القرن الماضي اقتصر تسمية ميزون على جسيمات ذات قوى شديدة (تآثر قوي)، ولا ينتمي الميوون لها، ولهذا يصنف الميوون على أنه ينتمي للبتونات.

## الأشعة الكونية

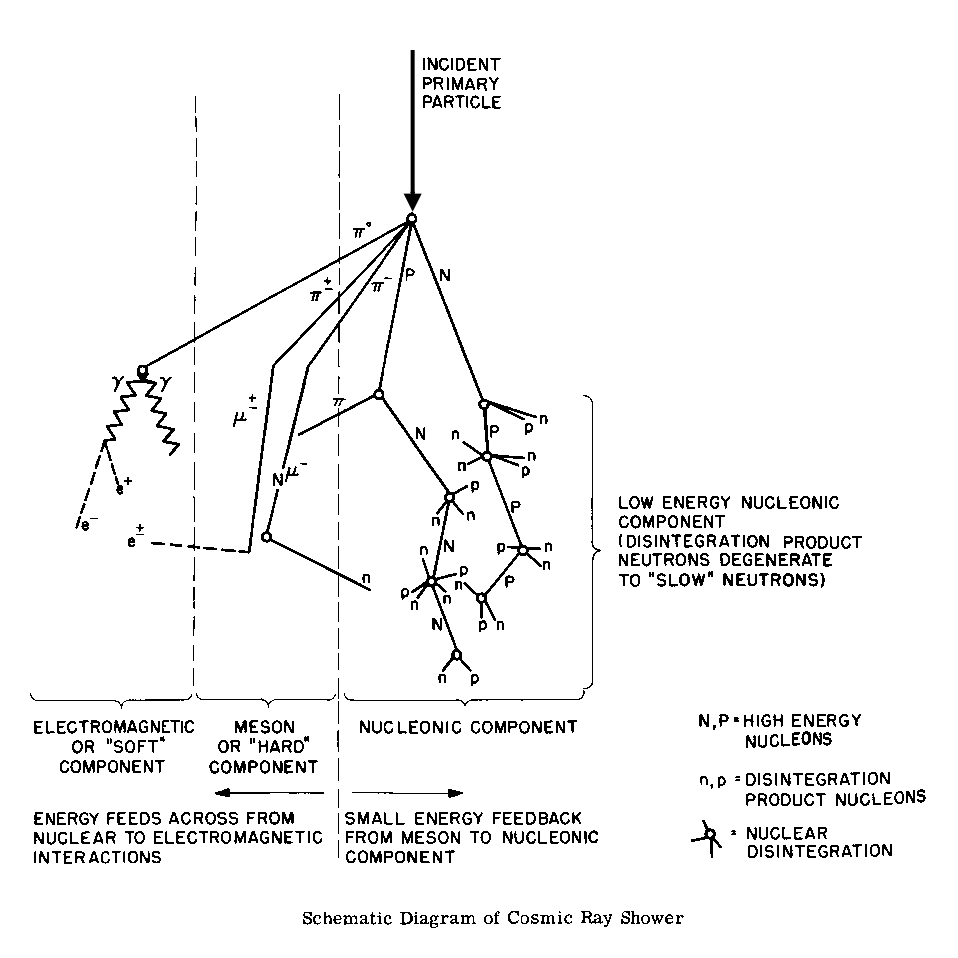
إصطدام جسيم أولي من الأشعة الكونية بالطبقات العليا من جو الأرض وتكون سيل من الجسيمات وأشعة غاما. الميوونات تسمى في هذا الشكل ميزونات Meson. الجسيمات π "بيون" ،μ "ميزون" ، P بروتون ، N نيوترون ، γ اشعة جاما.

الميوونات هي جسيمات رئيسية من ضمن الجسيمات الثانوية الناشئة من الأشعة الكونية. وهي تنشأ من تفاعلات الأشعة الكونية القادمة من أنحاء الكون مع أنوية ذرات الهواء في طبقات الجو العليا. ومعظم الميوونات تنشأ في طبقات الجو العليا: على ارتفاع نحو 10 كيلومتر تكون نحو 90% من الجسيمات المتولدة في الجو. وتفاعلات الأشعة الكونية الابتدائية (ومعظمها يكون بروتونات سريعة جدا) تنتج أولا بيونات Pion وبنسبة قليلة كاوونات Kaon؛ وعند تحلل تلك بواسطة القوة الضعيفة تنشأ ميوونات وكذلك نيوترينوات الميوون Myon-Neutrinos. نيوترينو الميوون هو جسيم أولي أيضا يكاد أن يكون لا وزن له؛ يشابه نيوترينو الإلكترون. وتبلغ كثافة تلك الميوونات الكونية عند سطح البحر نحو 100 جسيم لكل متر مربع في الثانية - أي بمعدل 1 ميوون يسقط على كف الشخص (كل شخص) كل ثانية.
وعلى ارتفاع سطح البحر تصبح النسبة بين الميوونات الموجبة إلى الميوونات المضادة (ذات شحنة سالبة) {\displaystyle \mu ^{+}/\mu ^{-}} تصبح بنسبة 1,27؛ أي أن الميوونات الموجبة الشحنة تزيد عن الميونات السالبة الشحنة بنحو الثلث. حتى عام 2016 لم يستطع العلماء تفسير تلك النسبة، على الأخص وأن الأشعة الكونية تحمل غالبا طاقة قدرها 1019 إلكترون فولت
وتصطدم بجزيئات الهواء بطاقة بين 110 و 170 تيرا إلكترون فولت، أي أنها طاقتها تبلغ 10 أضعاف الطاقة التي يُنتجها مصادم الهدرونات الكبير.
أي أن كل المخلوقات على سطح الأرض يصيبها الإشعاع الطبيعي الكوني منذ قدم الأزل، ومن ضمنها الميوونات، ويصاب بها كل ما يعيش على سطح الأرض وحتى كائنات المياه العميقة ولكن بنسب أقل، حيث يُمتص جزء من الميوونات في الماء.

## الكشف عن الميوونات
بسبب السرعة الكبيرة التي تأتي بها الميونات فهي تتفاعل مع كل ما يصادفها من مادة وتترك فيها أثارا خطية من الأيونات؛ ويستغل العلماء ظاهرة التأين هذه للكشف عن الميوونات وقياس أعدادها. ونظرا لأن الميوونات تتحرك بسرعة مقاربة من سرعة الضوء تنتج عن اصطدامها مع جزيئات الماء أشعة تسمى أشعة شيرينكوف.
كما أن عدادات جسيمات مثل العدادات الوميضية وعدادت النصف موصلات حساسة للميوونات وتستطيع الكشف عنها وعدّها. ونجد أن الميونات تتداخل مع أي قياسات نقوم بها في مختبراتنا العلمية الإشعاعية، ولكن نسباها لا تتغير عبر أي تجربة، ولهذا يحتسبها العلماء من الإشعاعات الخلفية، ويقومون بقياسها منفردة قبل التجربة وبين حين وآخر أثناء التجربة، ثم يقومون بطرحها من القياسات التي تهمهم، هذا الجزء المطروح يسمى الأثر الصفري. من الصعب حجب الميوونات عن التجارب العلمية فهي تستطيع النفاذ في موانع ثقيلة من الرصاص بسبب طاقاتها العالية.
خلال تجارب يجريها الفيزيائيون في مجال فيزياء الجسيمات يمكنهم التعرف على الميوونات بطرق متعددة:
- عن طريق قياس مساراتها الطويلة واتجاه حركتها.
- عن طريق قياس مسار الميوونات في مجال مغناطيسي حيث يمكن تعيين كمية حركتها ونوع شحنتها. وبقياس سرعتها بالإضافة إلى ذلك يمكن تعيين كتلتها.
- كذلك يمكن أيضا التعرف عليها لشدة نفاذيتها في المادة.

## تحلل الميوونات

مخطط فاينمان لتحلل الميوون

يتحلل الميوون الحر مع الزمن طبقا لنموذج الاضمحلال الإشعاعي الذي اقترحه فاينمان، ويتحلل إلى إلكترون ونيوترينو الميون ومضاد نيوترينو الإلكترون، طبقا للمعادلة:
{\displaystyle \mu ^{-}\to e^{-}+{\bar {\nu }}_{e}+\nu _{\mu }}
وبالنسبة لتحلل مضاد الميوون، فيمكن تمثيله بوضع مضادات الجسيمات في المعادلة، كالآتي:
{\displaystyle \mu ^{+}\to e^{+}+\nu _{e}+{\bar {\nu }}_{\mu }}
كما تنشأ عن ذلك التحلل باحتمال يبلغ 4و1 % فوتونات من أشعة غاما:
{\displaystyle \mu ^{-}\to e^{-}+{\bar {\nu }}_{e}+\nu _{\mu }+\gamma }
وكذلك باحتمال يبلغ (3,4 ± 0,4) · 10−3 %
ينشأ زوج إلكترون-بوزيترون:
{\displaystyle \mu ^{-}\to e^{-}+{\bar {\nu }}_{e}+\nu _{\mu }+e^{+}+e^{-}}
من وجهة أخرى توجد نظرية مماثلة لتحلل الميوون عن طريق تحوله إلى بوزون W الذي ينحل سريعا إلى الجسيمات الموصوفة في المعادلات السابقة (أنظر بوزون).
يبلغ عمر النصف للميوون الموجب 2,2 ميكرو ثانية، وقد عيّن هذا عمليا من قبل. وأما الميوون السالب فله طريقة إضافية للتحلل: يمكنه الاصطدام بنواة ذرة ويتحد بها فيما يسمى «ذرة ميوونية» وهذه تتحلل عن طريق اصطياد إلكترون حيث تمتص النواة أحد إلكتروناتها. وينشأ عن ذلك الامتصاص تحول أحد بروتونات النواة إلى نيوترون ويصدر نيوترينو ميووني (نيوترينو الميوون)؛ ولهذا نجد أن عمر النصف المعين للميوون السالب في المادة (الهواء مثلا) أقصر.
ولكن يتساوى عمر النصف لكل من الميوون الموجب والميوون السالب عند تعيينهما في الفراغ، واثبتت النتائج العملية أن الفرق بين عمرهما لا يزيد عن 1و0%.

## تطبيقات
تشمل الأشعة الكونية ميوونات ذات طاقة تبلغ عدة آلاف الملايين إلكترون فولت GeV. وبسبب تلك السرعات العالية فهي تستطيع المرور داخل الصخور عدة كيلومترات قبل أن تهبط سرعاتها وتتحلل إشعاعيا. أي تتحلل إلى جسيمات أصغر مصحوبة بإشعاع مثل أشعة غاما. لذلك يمكن استغلال الميوونات في تصوير الأورام (تصوير بالميوونات)، كما يمكن بواسطتها تصوير محتويات أحجام كبيرة كالبراكين. ولذلك تستخدم الميوونات الناتجة من الأشعة الكونية وتشتت الميوونات الناتجة منها في تصوير الأشياء الكبيرة، مثل البراكين والجبال.
خلال الستينيات من القرن الماضي فام لويس ألفاريز الفيزيائي الحائز على جائزة نوبل للفيزياء بتصوير هرم خفرع بالجيوة في مصر.
وفي عام 2009 طبقت طريقة القياس لفحص بركان إيو-داكي الموجود في جنوب جبال ياتسوغاتاكي باليابان. بهذه الطريقة أمكن تعيين كثافة المادة في البركان وتوزيعها فيه؛ أين الثقيل منها وأين الخفيف.
وفي خريف عام 2017 قامت مجموعة من العلماء من اليابان ومصر وفرنسا بنشر نتائج ما قاموا به من قياسات على الهرم الأكبر بالجيزة، حيث تشير القياسات التي تمت بواسطة ميوونات الأشعة الكونية على وجود منطقة فراغ طولها نحو 30 متر، وموقعه فوق البهو الكبير داخل الهرم، ونشر البحث في المجلة العلمية «نيتشر»، عدد نوفمبر 2017.

## اقرأ أيضا
- تصوير بالميوونات